# Delinquent Habits
Delinquent Habits est un groupe de hip-hop américain, originaire de Los Angeles, en Californie. Formé en 1991, le groupe se compose de Ives Irie, Kemo The Blaxican, et DJ Invincible, et connu pour son rap latino à la fois mélodique et hardcore.

## Biographie
Delinquent Habits est formé à Los Angeles en 1991.  Delinquent Habits est le premier groupe de hip-hop latino à mélanger anglais, espagnol et spanglish. Delinquent Habits se compose des rappeurs Kemo (David L.K. Thomas), Ives (Ivan S. Martin), et O.G. Style (Alejandro R. Martinez). Il signe au label PMP puis publie son premier album homonyme le 4 juin 1996. L'album, produit par Sen Dog de Cypress Hill, mêle, selon AllMusic, « funk sombre et rythme latin traditionnel. » Il comprend 350 000 exemplaires vendus aux États-Unis, et un million à l'international. Le single, Tres Delinquents, se vend à 450 000 exemplaires, et se place dans les classements américains de hip-hop. Le single figure également dans les films Un gentleman en cavale (2001) et Bad Times (2005), ainsi que sur la bande originale du jeu vidéo Total Overdose. The Common Man est présent dans Test Drive Unlimited 2 et House of the Rising Drum dans Tony Hawk's Pro Skater 4.
Leur deuxième album, Here Come the Horns, est terminé, mais leur label PMP fait faillite en 1998. Il est finalement publié le 28 juillet 1998 au label RCA Records. L'album, qui fait participer le futur rappeur populaire de l'époque Big Punisher, est classé 74e du Billboard 200. Merry Go Round, leur troisième album, est publié le 20 juin 2000 au label Ark 21 Records de Miles Copeland. Delinquent Habits a joué dans les émissions télévisées Late Night with Conan O'Brien, Yo! MTV Raps, et La Hora Lunatica With Huberto Luna. Le groupe se lance également dans des tournées aux côtés d'artistes hip-hop comme Fugees, de groupes comme Korn, et des rockeurs comme Beck. 
Return of the Tres est utilisé pour le clip publicitaire de Nike, dans la série Joga Bonito, avec les footballeurs portugais Cristiano Ronaldo et suédois Zlatan Ibrahimović se lancer des défis techniques à tour de rôle.

## Discographie

### Albums studio
- 1996 : Delinquent Habits
- 1998 : Here Come the Horns
- 2001 : Merry Go Round
- 2003 : Freedom Band
- 2006 : New and Improved
- 2007 : Dos Mundos Dos Lenguas
- 2009 : The Common Man
- 2017 : It Could Be Round Two

### Singles
- 1996 : Tres Delinquentes
- 1996 : Lower Eastside
- 1997 : This Is LA
- 1998 : Here Come the Horns
- 1998 : Western Ways 2 (featuring Big Pun)
- 2000 : Merry Go Round
- 2001 : Return of the Tres
- 2001 : Feel Good